# Зал музыкальных фестивалей (Баден-Баден)
Зал музыкальных фестивалей (нем. Festspielhaus Baden-Baden) — оперный и концертный зал в баден-вюртембергском городе Баден-Баден; имея 2500 зрительных мест, является крупнейшим в Германии. Фестшпильхаус, открытый в 1998 году, не имеет собственной труппы или оркестра; ежегодно принимает четыре фестиваля, дополняя программу концертами классической музыки и джаза; расположен в перестроенном здании бывшего центрального городского вокзала.

## История и описание
Подготовка к строительству Фестшпильхауса в Баден-Бадене началась ещё в конце XX века, в 1990-х годах: так в 1995 году 2700 заинтересованных лиц из региона получили право на билеты в будущий зал, а фонд по строительству собрал около 700 000 немецких марок. Вскоре после этого земельное правительство Баден-Вюртемберга, после длительных политических споров и серии открытых конфликтов, утвердило ежегодную субсидию будущему залу в размере пяти миллионов немецких марок. В то время предполагалось, что стоимость строительства составит около 125 миллионов марок, а само оно завершится в 1998 гоу. В том же, 1995, году для поддержки строительства был сформирован «фонд друзей» (Freundeskreis), который возглавлял член ХДС Лотар Шпет, занимавший в 1978—1991 годах пост премьер-министра земли Баден-Вюртемберг. В финансировании проекта участвовал как банк «Südwestdeutsche Landesbank» (SüdwestLB), так и штутгартская компания «DEKRA».
Новое здание стало результатом перестройки бывшей городской железнодорожной станции Баден-Баден, в котором также разместились ресторан и детский музыкальный театр. Проект был составлен венским архитектором Вильгельмом Хольцбауэром (Wilhelm Holzbauer, род. 1930); обновлённое здание было открыто 18 апреля 1998 года. Исходный проект предполагал, что постепенно зал перейдёт на финансирование из негосударственных (неземельных) источников. Фонд «Festspielhaus Baden-Baden» с марта 2000 года является оператором площадки, а художественным руководителем нового зала в июле 1998 года стал Андреас Мёлих-Зебхаузер (Andreas Mölich-Zebhauser, род. 1952).
С 2000 года Зал музыкальных фестивалей является единственным оперным театром в Германии, который не требует прямых правительственных субсидий. Критики обращают внимание на косвенные субсидии, которая получает площадка — за счёт оплаты технического обслуживания, налоговых скидок и страхования. Сообщество из двух тысяч частных спонсоров поддерживает программу Фестшпильхауса, ежегодно выделяя ему около восьми миллионов евро. Бюджет в 20 миллионов евро на две трети пополняется от продажи билетов; в 2012 году средняя заполненность зала составляла 85 %. Исследования, проведенные в университете Санкт-Галлена, показали что Фестшпильхаус принёс городу и региону дополнительных доходов на сумму около 46 миллионов евро в 2008 году и 52 млн евро — в 2013.
Берлинский филармонический оркестр, Венский филармонический оркестр, Саксонская государственная капелла, Бамбергский симфонический оркестр, Оркестр Консертгебау, хор «Balthasar-Neumann-Chor», а также — ведущие оркестры из США, Великобритании и Италии регулярно выступают в Зале музыкальных фестивалей. Баден-баденские оперные постановки часто ставятся как совместные с такими площадками как Метрополитен-опера в Нью-Йорке и Опера Бастилии в Париже (например, «Волшебная флейта» сезона 2014/2015 годов): многочисленные спектакли были выпущены в формате DVD и BluRay.